# Варталитис, Антониос
Антониос Варталитис (греч. Αντώνιος Βαρθαλίτης АА, 1.01.1924 г., Греция — 22.03.2003 г., Греция) — архиепископ Корфу, Занте и Кефалинии с 30 мая 1962 года по 22 марта 2003 год, апостольский администратор апостольского викариата Фессалоник с 1992 года по 2003 год, член монашеского ордена ассумпционистов.

## Биография
Антониос Варталитис родился 1 января 1924 года в Греции. После окончания средней школы вступил в монашеский орден ассумпционистов. Изучал католическую теологию в Лионе.
11 января 1953 года Антониос Варталитис был рукоположён в священника, после чего работал в приходе святого Петра и Павла в Пире.
30 мая 1962 года Римский папа Иоанн XXIII назначил Антониоса Варталитиса архиепископом Корфу, Занте и Кефалинии. 5 августа 1962 года состоялось рукоположение Антониоса Варталитиса в епископа, которое совершил афинский архиепископ Бенедиктос Принтезис.
С 1962 по 1964 год Антониос Варталитис участвовал в I, II, III и IV сессиях II Ватиканского собора.
В 1992 году Антониос Варталитис был назначен Римским папой Иоанном Павлом II апостольским администратором апостольского викариата Фессалоник.
22 марта 2003 года Антониос Варталитис вышел на пенсию.